# Giovanni Calveri
Giovanni Calveri (Moncalieri, 29 marzo 1923 – Modena, 7 gennaio 1986) è stato un calciatore italiano, di ruolo attaccante.

## Caratteristiche tecniche
Schierato di norma come ala destra, era giocatore rapido e scattante.

## Carriera
Cresciuto nel Modena, debutta con la maglia gialloblu nel campionato di Serie B 1940-1941, collezionando 6 presenze senza reti. Nelle due stagioni successive, prima dell'interruzione bellica, milita in prestito in Serie C, prima nel Cesena e poi nella Vis Pesaro.
Nel 1945 ritorna al Modena, con cui debutta nella massima serie, ribattezzata Divisione Nazionale. Esordisce il 14 ottobre 1945 nel pareggio per 2-2 sul campo del Bologna, totalizzando a fine stagione 18 presenze con 2 reti. Al termine del campionato scende in Serie B nel Varese, con cui disputa la sua miglior stagione: realizza 9 reti in 39 partite di campionato.
Nell'estate 1947, rientrato al Modena, viene ceduto di nuovo in prestito al Piacenza, sempre nella serie cadetta. Nella formazione biancorossa viene relegato al ruolo di riserva, soprattutto dopo il ritorno di Otello Zironi, disputando solamente 11 partite nel campionato che vede la retrocessione dei piacentini in Serie C. A fine stagione torna al Modena, che lo cede in Serie C alla neopromossa Bondenese, con cui disputa due stagioni in terza serie.
Nel 1950 torna per l'ennesima volta al Modena, con cui disputa 3 partite nel campionato cadetto; viene riconfermato anche per il successivo campionato di Serie B, nel quale realizza una rete in 10 apparizioni. Nell'estate 1952, posto in lista di trasferimento, lascia definitivamente il Modena.